# Aorangia silvestris
Aorangia silvestris is een spinnensoort uit de familie Stiphidiidae. De soort komt voor in Nieuw-Zeeland.